# مقبره نب‌آمون

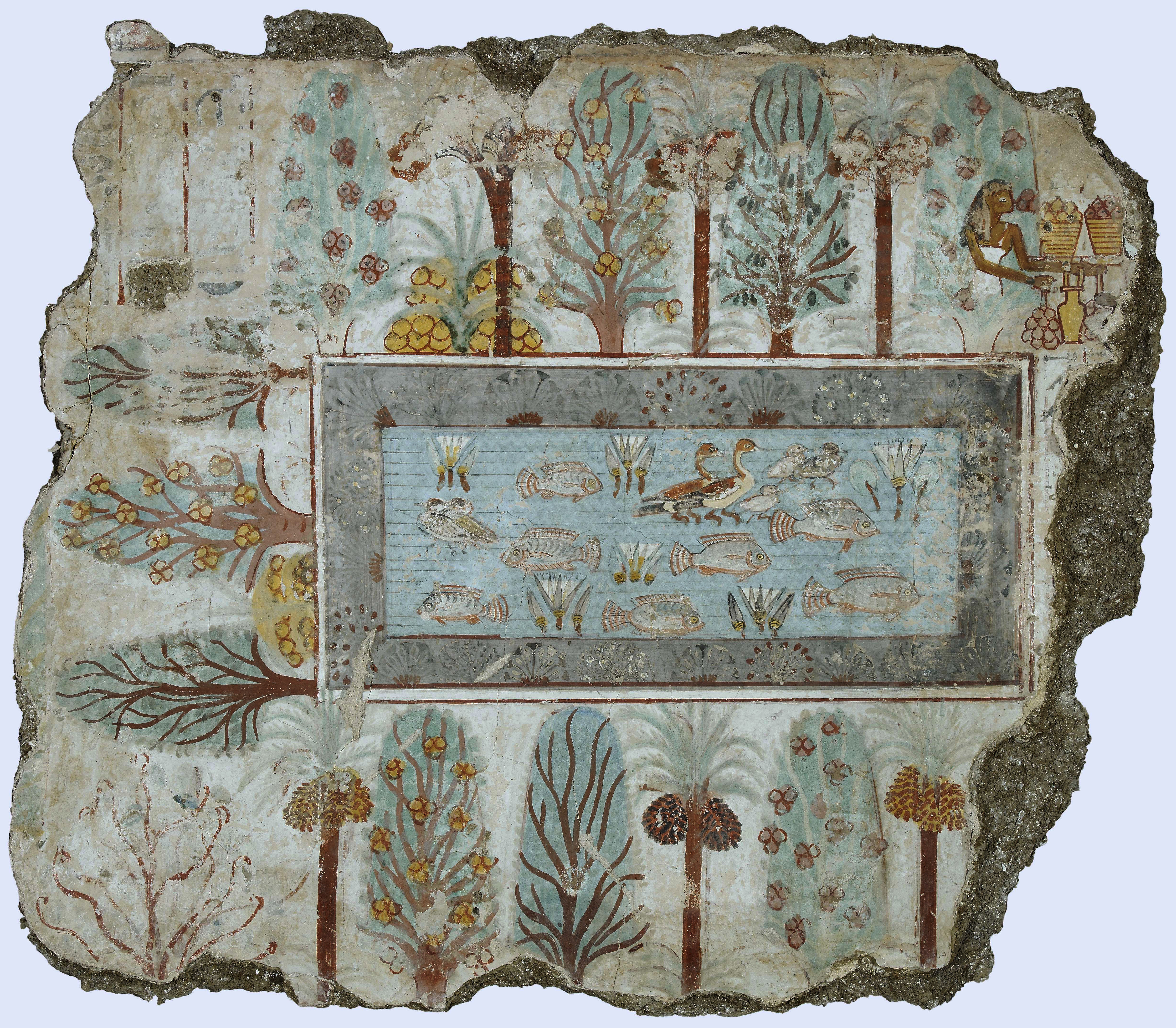

مقبره نب‌آمون (انگلیسی: Tomb of Nebamun) مقبره نب‌آمون در یک گورستان طیبه (نام یک شهراست) در ساحل غربی رود نیل و در شهر طیبه قدیم (شهر اقصر امروزی) در صعید مصر واقع شده‌است، این مقبره به عنوان مرجع و منبع تعداد دیگری از مشهورترین مقبره‌های نقاشی‌شده در مصر است که در موزه لندن به نمایش درآمده است.

## تاریخچه
نب‌آمون (تقریباً در ۱۳۵۰ سال قبل از میلاد زندگی می‌کرده‌است) یک کارمند رسمی متوسط در دستگاه حکومتی بوده‌است، وی نویسنده و حسابدار حبوبات در تمامی معابد شهر طیبه قدیم بوده‌است، مقبره وی در سال ۱۸۲۰ توسط یک یونانی جوان به نام جیو فانی داثاناسی معروف به یانی که وکیل هنری سلت کنسول بریتانیا در آن زمان بود کشف‌شد.
دیواره‌های این مقبره سرشار از حیات و زندگی است و این بیانگر مهارت بسیار بالای سازنده مصری آن است که توانسته‌است طوری کار کند که گویا دیوار دارای نبض و زندگی است، در این نقاشی‌ها زندگی و فعالیت‌های نب‌آمون به صورت عالی به‌تصویر کشیده شده‌است، اما داثاناسی وقتی که مقبره را کشف کرد اقدام به کندن و جدا کردن لوحه‌های نقاشی‌های مناظر از روی دیوارها با کارد نمود. سولت این لوحه‌های نقاشی را در سال ۱۸۲۱ به موزه بریتانیا فروخت. در حال حاضر بعضی از قطعات این نقاشی‌ها در برلین وجود دارد و شاید بعضی از این نقاشی‌ها در خود مصر و قاهره باقی‌مانده باشد. داثاناسی بعد از مدتی در فقر درگذشت، بدون اینکه بداند جایی که وی کشف کرد مشخصا یک مقبره بوده‌است.
اکثر لوحه‌های نقاشی و مشهور این مقبره بیانگر صید پرندگان توسط نب‌آمون در مرداب‌ها و رقص جوانان در میهمانی‌های بزرگ و حوضچه یا استخر آبی در یک باغ که سایه روی آن افتاده‌است با درخت‌های مختلف در اطراف استخر را در این نقاشی می‌توان مشاهده‌نمود. در سال ۲۰۰۹ موزه بریتانیا یک نمایشگاه جدیدی از ۱۱ لوحه که از دیواره‌های این مقبره جدا شده بود را بعد از ترمیم افتتاح نمود و اعلام کرد که این بزرگ‌ترین و گرانقدرترین لوحه‌های باقی‌مانده از مصر قدیم در این موزه می‌باشند.
هنرمندان عصر جدید مشاهدات و آنچه را که در این لوحه‌ها دیده بودند در آثار هنری خود نیز وارد کردند، نقاش بریتانیایی – هلندی لوریتس تدیما یک نقاشی و منظره ای را ترسیم کرده که مربوط به یک پرورنده غاز است، این نقاشی توسط وی در سال ۱۸۷۴ کشیده شده‌است. نقاش فرانسوی پل گوگن در یک نقاشی که در سال ۱۸۹۲ کشیده‌است منظره یک میهمانی را در لوحه مشهور خودش بنام «تا متت» ترسیم نموده‌است که یک نمونه ترکیبی بسیار عالی است.

## نگارخانه

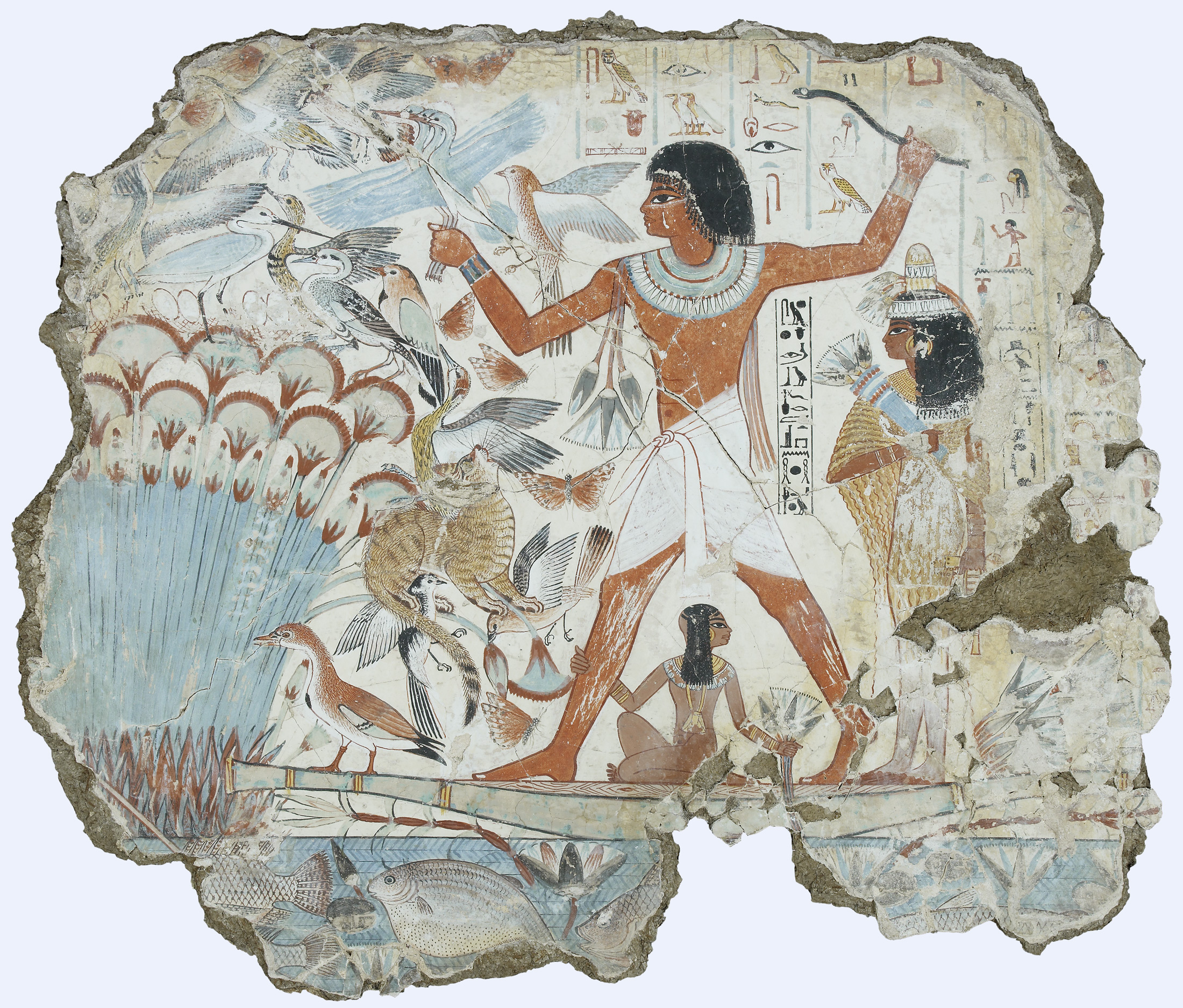
صحنه‌های پرورش قارچ
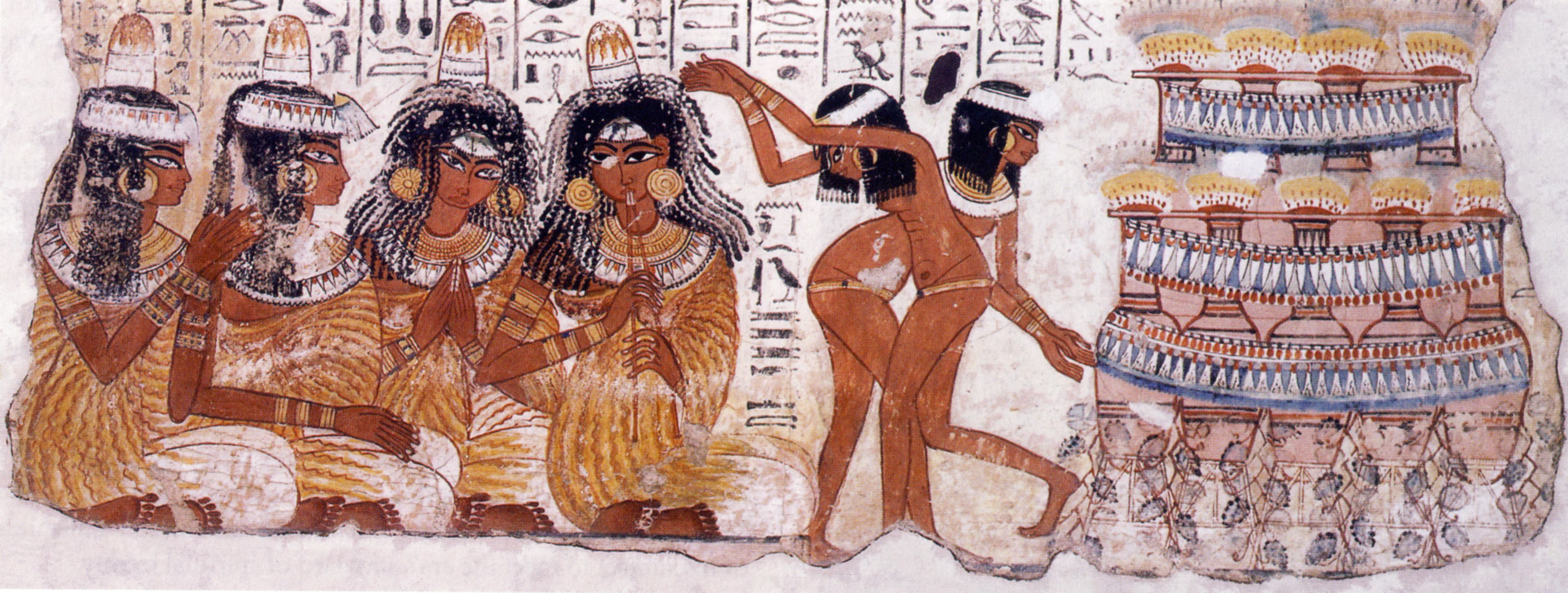
رقصنده و نوازنده
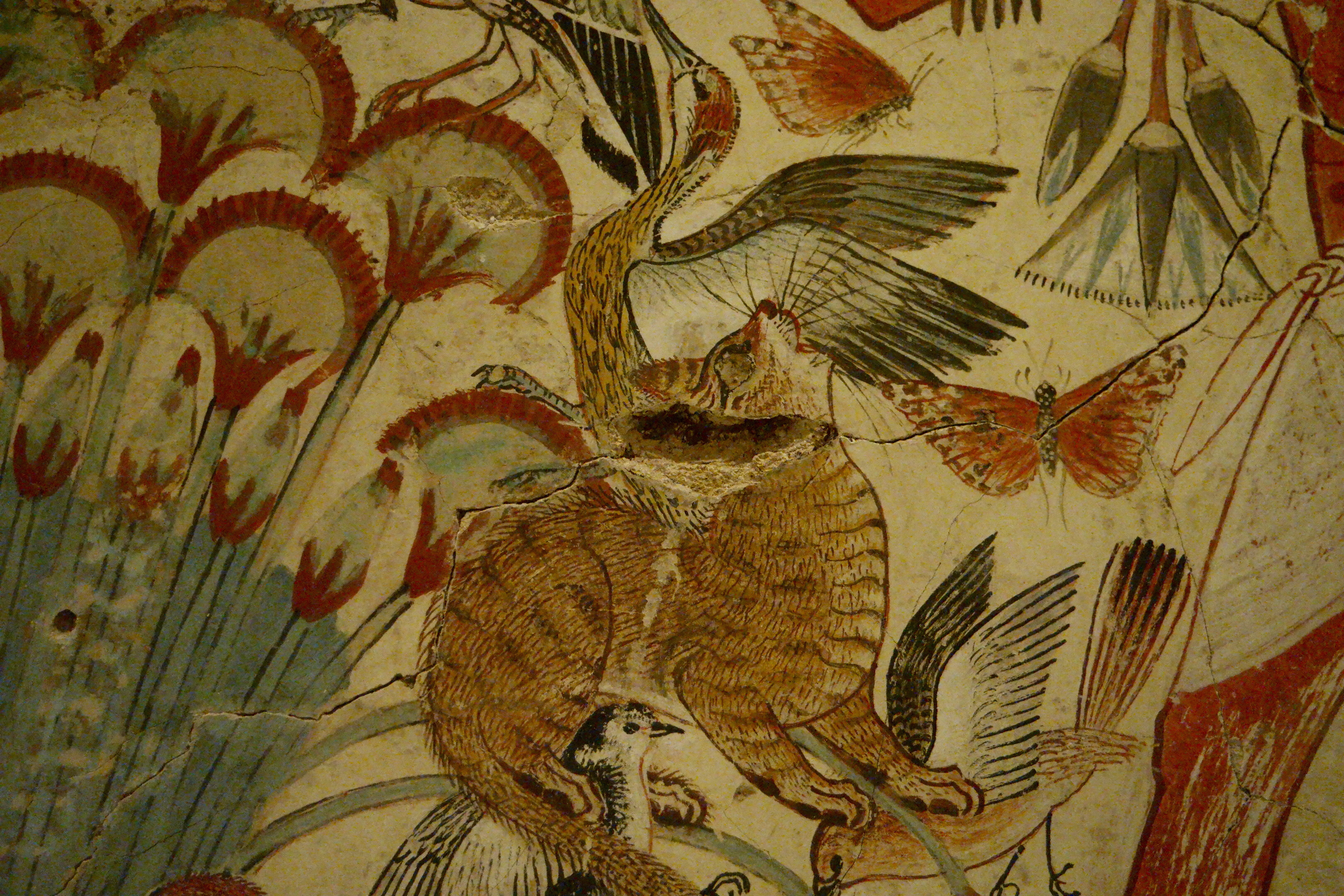
حمله گربه به پرندگان
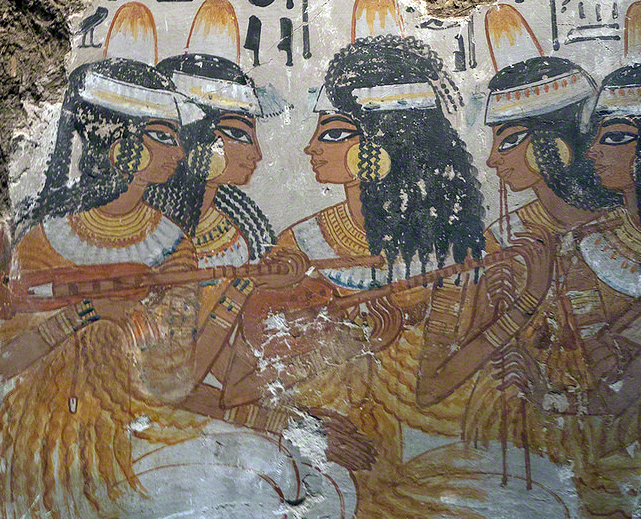
نوازندگی موسیقیدانان.